# Filmstudio van Sverdlovsk
De filmstudio van Sverdlovsk (Russisch: Свердловская киностудия; Sverdlovskaja kinostoedija) is een filmstudio in de Russische stad Jekaterinenburg in het Oeralgebied.

## Geschiedenis
De filmstudio werd opgestart per decreet van de Raad van Volkscommissarissen in 1943 en is daarmee de jongste van Rusland. Het is de vierde filmstudio van Rusland na Mosfilm, Lenfilm en Filmstudio Gorki. In 2004 werd de maatschappij omgezet in de gelijknamige nv Sverdlovskaja kinostoedija, die voor 100% in handen is van de Russische staat. De filmstudio heeft het echter moeilijk gekregen door de slechte economische omstandigheden en de productie van films en documentaires is sterk teruggelopen. Sinds 2004 zijn de vijf onafhankelijke filmproducenten die werkten in het gebouw samengegaan in het bedrijf Strana ("land"), dat nu alle films uitbrengt.

## Films

### Jaren 90 tot nu
- K vam prisjel Angel (К вам пришел Ангел) - 2005
- Pervye na Loene (Первые на Луне) - 2005
- Zmej (Змей) - 2002
- Privet, malysj! (Привет, малыш!) - 2001
- Soeka (Сука) - 2001
- Odnazjdy oe sinego morja (Однажды у синего моря) - 1998
- Iz otgoloskov daljekoj retsji (Из отголосков далёкой речи) - 1996
- Domovik i kroezjevnitsa (Домовик и кружевница) - 1995
- Sysknoje bjoero "Felix" (Сыскное бюро «Феликс») - 1993
- Makarov (Макаров) - 1993
- Ja vas slysjoe (Я вас слышу) - 1992
- Predtsjoevstvieje (Предчувствие) - 1991
- Zjitieje Aleksandra Nevskogo (Житие Александра Невского) - 1991
- Ja objavljajoe vam vojnoe (Я объявляю вам войну) - 1990

### Jaren 70 en 80
- Pered rassvetom (Перед рассветом) - 1989
- Groez "300" (Груз «300») - 1989
- Ochota na jedinoroga (Охота на единорога) - 1989
- Boedni i prazdniki Serafimy Gljoekinoj (Будни и праздники Серафимы Глюкиной) - 1988
- Zerkalo dlja geroja (Зеркало для героя) - 1987
- Komanda "33" (Команда «33») - 1986
- Zolotaja baba (Золотая баба) - 1986
- V streljajoesjtsjej gloesji (В стреляющей глуши) - 1986
- Zjeleznoje pole (Железное поле) - 1986
- 55 gradoesov nizje noelja (55 градусов ниже нуля) - 1986
- Licha beda natsjalo (Лиха беда начало) - 1985
- Tajna zolotoj gory (Тайна золотой горы) - 1985
- Zjorna vetsjnogo kolosa (Зёрна вечного колоса) - 1985
- Demidovy (Демидовы) - 1983
- Semjon Dezjnov (Семен Дежнев) - 1983
- Zdes tvoj front (Здесь твой фронт) - 1983
- Kazatsja zastava (Казачья застава) - 1982
- Travjanaja zapadenka (Травяная западенка) - 1982
- Poetisjestvieje boedet prijatnym (Путешествие будет приятным) - 1982
- I ne kontsjajetsja doroga (И не кончается дорога) - 1981
- Aljosja (Алёша) - 1980
- Dym Otetsjestva (Дым Отечества) - 1980
- Na beregoe bolsjoj reki (На берегу большой реки) - 1980
- Bezymjannaja zvezda (Безымянная звезда) - 1979
- Lekarstvo protiv stracha (Лекарство против страха) - 1978
- I ty oevidisj nebo (И ты увидишь небо) 1978
- Mark Tven protiv (Марк Твен против) - 1976
- Privalovskit milliony (Приваловские миллионы) - 1972

### Jaren 50 en 60
- Oegrjoem-reka (Угрюм-река) - 1969
- Trembita (Трембита) - 1968
- Silnye doechom (Сильные духом) 1967
- Igra bez pravil (Игра без правил) - 1965
- Sjestnadtsataja vesna (Шестнадцатая весна) - 1963
- Kogda skazki pisjoet (Когда сказки плачут) - 1963
- Zjdite pisem (Ждите писем) - 1960
- Vanja (Ваня) - 1958

### Tekenfilms
- Dobro pozjalovat (Добро пожаловать) - 1986
- Koetch i mysji (Кутх и мыши) - 1985